# Phyllostegia
Phyllostegia es un género con 135 especies  perteneciente a la familia Lamiaceae. Es originario de la región del Pacífico.

## Especies seleccionadas
| - Phyllostegia adenophora - Phyllostegia alba - Phyllostegia ambigua - Phyllostegia arenicola - Phyllostegia atomifera | - Phyllostegia axillaris - Phyllostegia bracteata - Phyllostegia brevicalycis - Phyllostegia brevidens - Phyllostegia brevilobata |